# Вулиця Володимира Дурдуківського
Ву́лиця Володи́мира Дурдукі́вського — вулиця у Святошинському районі міста Києва, селище Біличі. Пролягає від Осіннього провулку до вулиці Академіка Булаховського.
Прилучається провулок Віктора Дубровського.

## Історія
Виникла в 1-й половині XX століття, мала назву вулиця Калініна, на честь радянського політичного діяча Михайла Калініна. 
У 1966 році отримала назву вулиця Бонч-Бруєвича, на честь радянського партійного і державного діяча Володимира Бонч-Бруєвича.
Сучасна назва на честь Володимира Дурдуківського, літературознавця, мовознавця, директора Першої трудової школи в Києві (колишньої колегії Павла Ґалаґана) — з 2016 року.

## Зображення

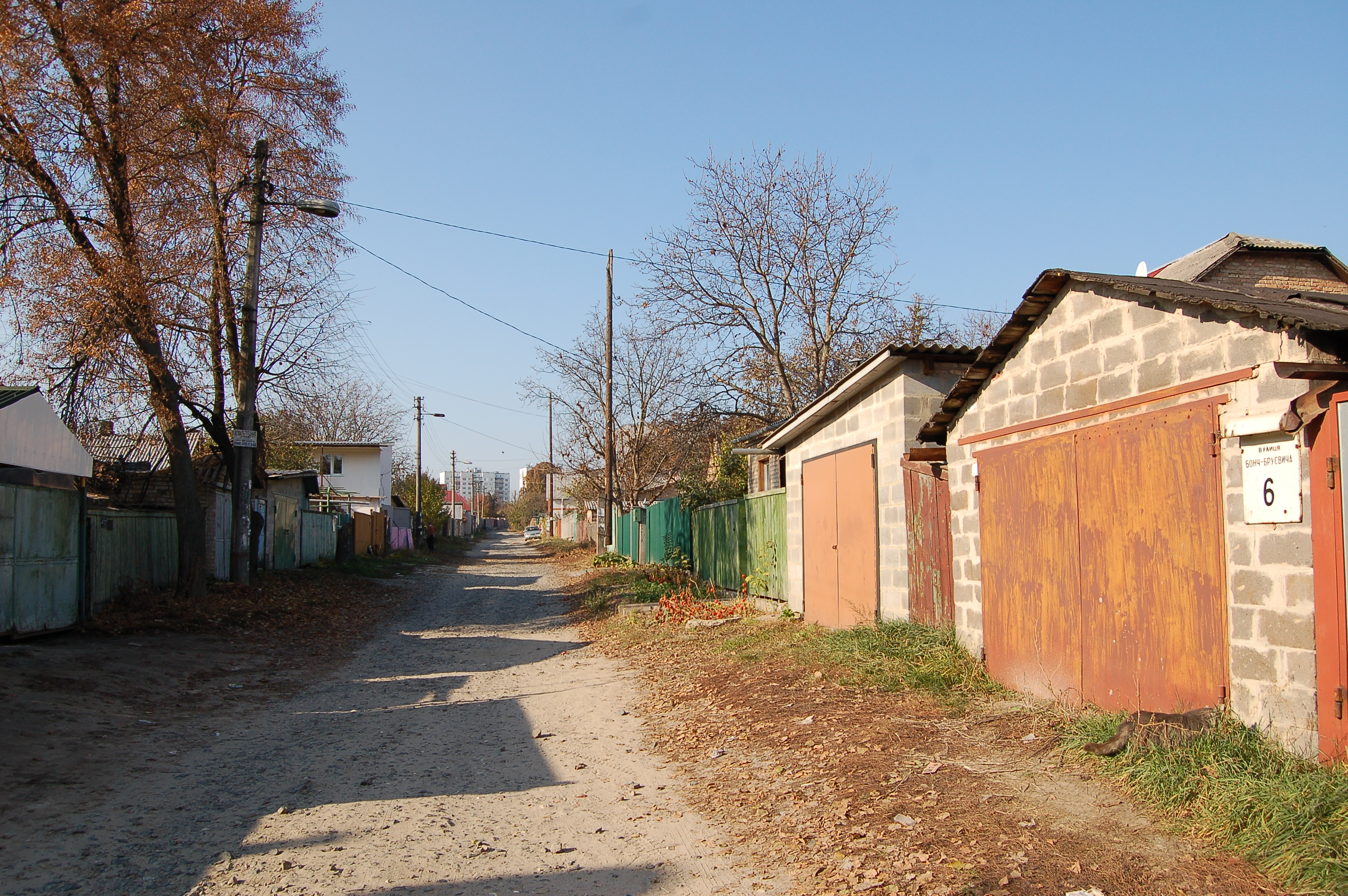
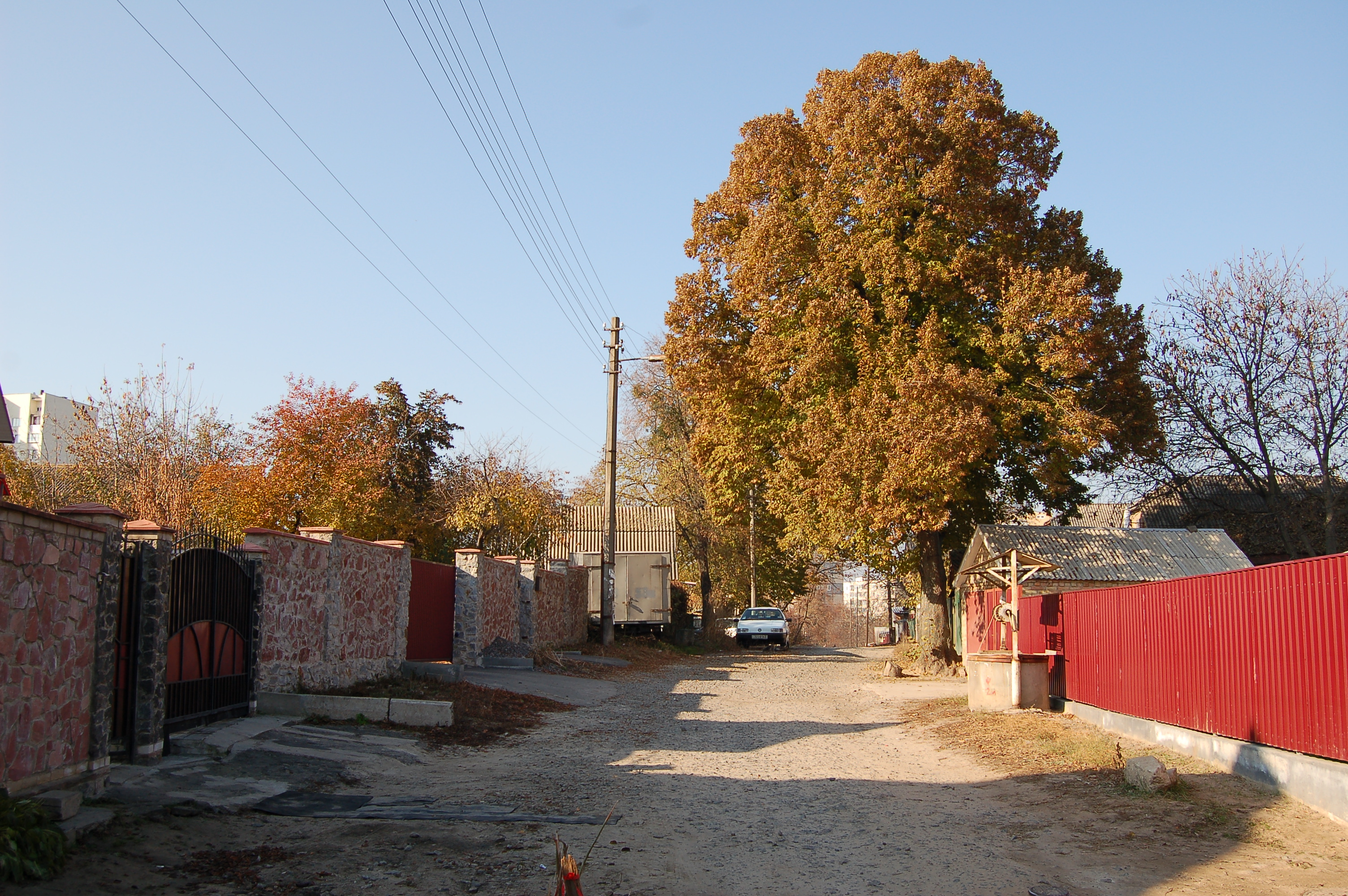
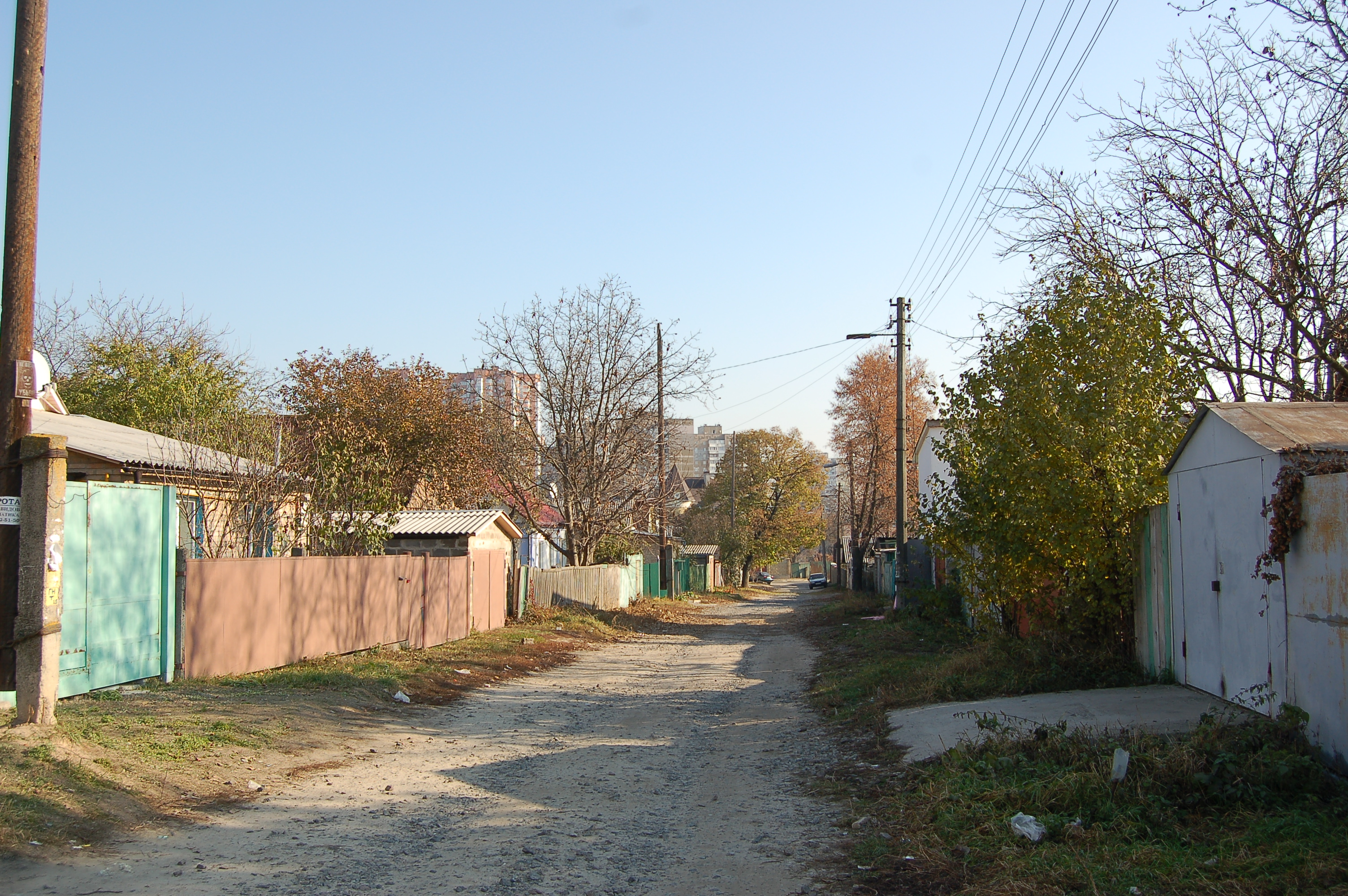